# Belgiens Grand Prix 1972
Belgiens Grand Prix 1972 var det femte av tolv lopp ingående i formel 1-VM 1972.  Detta var det första av två grand prix som kördes på Nivelles-Baulers-banan.

## Resultat
1. Emerson Fittipaldi, Lotus-Ford, 9 poäng
2. François Cévert, Tyrrell-Ford, 6
3. Denny Hulme, McLaren-Ford, 4
4. Mike Hailwood, Surtees-Ford, 3
5. Carlos Pace, Williams (March-Ford), 2
6. Chris Amon, Matra, 1
7. Peter Revson, McLaren-Ford
8. Howden Ganley, BRM
9. Ronnie Peterson, March-Ford
10. Helmut Marko, BRM
11. Rolf Stommelen, Eifelland-Ford
12. Niki Lauda, March-Ford
13. Carlos Reutemann, Brabham-Ford
14. Dave Walker, Lotus-Ford

### Förare som bröt loppet
- Graham Hill, Brabham-Ford (varv 73, upphängning)
- Henri Pescarolo, Williams (March-Ford) (59, för få varv)
- Clay Regazzoni, Ferrari (57, olycka)
- Andrea de Adamich, Surtees-Ford (55, motor)
- Nanni Galli, Tecno (54, olycka)
- Jacky Ickx, Ferrari (47, insprutning)
- Mike Beuttler, Clarke-Mordaunt-Guthrie (March-Ford) (31, bakaxel)
- Wilson Fittipaldi, Brabham-Ford (28, växellåda)
- Peter Gethin, BRM (27, bränslepump)
- Jean-Pierre Beltoise, BRM (15, överhettning)
- Tim Schenken, Surtees-Ford (11, överhettning)

### Förare som ej startade
- Vern Schuppan, BRM